# Iviella ohioensis
Espèce
Synonymes
- Argenna ohioensis Chamberlin & Ivie, 1935

Iviella ohioensis est une espèce d'araignées aranéomorphes de la famille des Argyronetidae.

## Répartition
Cette espèce est endémique des États-Unis. Elle se rencontre en Ohio, en Indiana, au Kansas, au Nebraska, en Pennsylvanie, au New Jersey, au Connecticut et au Massachusetts.

## Description
Le mâle holotype mesure 1,9 mm.
Les mâles mesurent de 1,72 à 2,25 mm et les femelles de 1,96 à 2,14 mm.

## Systématique et taxinomie
Cette espèce a été décrite sous le protonyme Argenna ohioensis par Chamberlin et Ivie en 1935. Elle est placée dans le genre Tricholathys par Chamberlin et Gertsch en 1958 puis dans le genre Iviella par Lehtinen en 1967.

## Étymologie
Son nom d'espèce, composé de ohio et du suffixe latin -ensis, « qui vit dans, qui habite », lui a été donné en référence au lieu de sa découverte, l'Ohio.

## Publication originale
- Chamberlin & Ivie, 1935 : « Miscellaneous new American spiders. » Bulletin of the University of Utah, vol. 26, no 4, p. 1-79.